# Lugalzagesi
Lugalzagesi eller Lugal-Zage-Si (LUGAL.ZAG.GE.SI 𒈗𒍠𒄀𒋛;) var en mesopotamisk konge, der herskede i Sumer i slutningen af det 3. årtusinde f.Kr., omkring 2300 f.Kr. Han var den sidste hersker af den såkaldte "Neo-Sumeriske" periode, før Akkad-imperiet kom til magten.
Lugalzaggesi er kendt for at have forenet flere sumeriske bystater under sin regeringstid og blev anerkendt som den, der havde genskabt Sumeriens storhed. Han kæmpede mod Akkad-imperiet under Sargon den Store, men blev til sidst besejret og fanget af ham.
Lugalzaggesi er måske mest kendt for at have ladet bygge et imponerende palads i Lagash, en af de vigtigste byer i hans rige. Efter hans nederlag blev hans rige en del af Akkad-imperiet, og hans navn forsvandt, men hans tid som konge havde en betydning i Sumeriens historie.